# Guy Renaudin
Pour les articles homonymes, voir Renaudin.
Guy Renaudin est un coureur cycliste français, né le 16 mars 1918 à Alençon (Orne), et mort le 17 août 2002 à Flers.
En 1939 et dès la première année de sa carrière professionnelle, il est champion de France de vitesse, à l'âge de 21 ans.

## Biographie
Renaudin travaille dans une imprimerie. On l'incite à s'essayer sur la piste du  vélodrome d'Alençon. Il s'engage dans le Premier Pas sur piste en 1935 et arrive à Paris, pour disputer la finale de la grande épreuve de prospection que l'U. V. F. vient de créer. À la Cipale, durant une séance d'entraînement, il fait la connaissance de Lucien Faucheux et de Marcel Jean qui lui conseillent d'aller s'installer au camp du V. C.L., à la Celle-Saint-Cloud. Paul Ruinart conseille à Guy Renaudin de demeurer à Paris, grâce à ce séjour, il devient un champion. Il obtient deux titres nationaux amateurs en 1936 (par équipe) et en 1938 (individuel). Il est sélectionné pour les championnats du monde 1936 et 1938.
En 1938, il fait une grave chute au Vélodrome Municipal en s'entraînant pour le Grand Prix de Paris amateurs. Il tombe sur la tête. Transporté à l'hôpital Saint-Antoine, on doit lui faire d'urgence une trépanation.
Guy Renaudin passe professionnel en 1939, mais sa carrière cycliste ne dure que 4 ans, de 1939 à 1943, interrompue par la guerre : champion de France de vitesse en 1939, il doit se contenter de la troisième place lors des éditions de 1941, 1942 et 1943 (l'édition 1940 n'a pas lieu). Il se tourne ensuite vers le métier de journaliste.
Il se marie avec Germaine Voisin, la fille du coureur Marcel Jean en 1943.
Après sa retraite, il se retire à Flers dans l'Orne, où il meurt le 17 août 2002. Il est inhumé au cimetière de Landisacq.

## Palmarès

### Championnats nationaux
- Champion de France amateur indépendant  1938-1939[4],[5].
- Champion de France professionnel de vitesse 1939-1940[6].

### Grands Prix
- Grand Prix de Paris amateur 1938[7],[1].
- Grand Prix du congrès de l'U.V.F. 1938[1].

## Vie privée
En 1943, il épouse Germaine Voisin.